# Srednekansky (huyện)
Huyện Srednekansky (tiếng Nga: Среднека́нский райо́н) là một huyện hành chính tự quản (raion), của Tỉnh Magadan, Nga. Huyện có diện tích 92821 km², dân số thời điểm ngày 1 tháng 1 năm 2000 là 6300 người. Trung tâm của huyện đóng ở Seymchan.